# Kfar ha-Rif
Kfar ha-Rif (hebrejsky כְּפַר הָרִי"ף, v oficiálním přepisu do angličtiny Kefar HaRif, přepisováno též Kfar HaRif) je vesnice typu mošav v Izraeli, v Jižním distriktu, v Oblastní radě Jo'av.

## Geografie
Leží v nadmořské výšce 116 metrů na okraji pobřežní nížiny, v regionu Šefela.
Obec se nachází 16 kilometrů od břehu Středozemního moře, cca 37 kilometrů jihojihovýchodně od centra Tel Avivu, cca 42 kilometrů západně od historického jádra Jeruzalému a 4 kilometry severovýchodně od města Kirjat Mal'achi. Kfar ha-Rif obývají Židé, přičemž osídlení v tomto regionu je etnicky převážně židovské. Výjimkou je malá arabská vesnice al-Azi 3 kilometry jihovýchodně odtud.
Kfar ha-Rif je na dopravní síť napojen pomocí lokální silnice číslo 383, jež západně od mošavu ústí do dálnice číslo 3. Východně od vesnice probíhá železniční trať z Tel Avivu do Beerševy, která zde ale nemá stanici, a podél ní rovněž dálnice číslo 6 (Transizraelská dálnice).

## Dějiny
Kfar ha-Rif byl založen v roce 1956. Pojmenován je podle středověkého židovského učence Isaaca Alfasiho (zvaný též pod akronymem Rif - Rabi Isaac Alfasi), který působil v dnešním Maroku a Španělsku. Zakladateli mošavu byli Židé ze severní Afriky. Zpočátku zde vyrostlo 65 rodinných farem. Postupně ale původní osadníci ze severní Afriky vesnici opustili, protože neměli vztah k zemědělskému způsobu obživy. V populaci obce pak převládli Židé z východní Evropy.
Vesnice prochází stavební expanzí. Ze 100 nových stavebních parcel v novém obytném distriktu východně od původního mošavu již bylo 85 osbazeno. Většina obyvatel pracuje mimo obec. Část se zabývá zemědělstvím (rostlinná výroba).

## Demografie
Podle údajů z roku 2014 tvořili naprostou většinu obyvatel v Kfar ha-Rif Židé (včetně statistické kategorie "ostatní", která zahrnuje nearabské obyvatele židovského původu ale bez formální příslušnosti k židovskému náboženství).
Jde o menší obec vesnického typu s dlouhodobě rostoucí populací. K 31. prosinci 2014 zde žilo 820 lidí. Během roku 2014 populace stoupla o 0,9 %.
| Rok            | 1961 | 1972 | 1983 | 1995 | 2001 | 2003 | 2004 | 2005 | 2006 | 2007 | 2008 | 2009 | 2010 | 2011 | 2012 | 2013 | 2014 |
| -------------- | ---- | ---- | ---- | ---- | ---- | ---- | ---- | ---- | ---- | ---- | ---- | ---- | ---- | ---- | ---- | ---- | ---- |
| Počet obyvatel | 253  | 226  | 236  | 304  | 519  | 560  | 586  | 647  | 664  | 697  | 714  | 724  | 760  | 760  | 793  | 813  | 820  |